# Idealisme màgic
L'idealisme màgic és un moviment que es defineix com "posar la màgia al servei de les emocions".

## Història
Novalis és el pseudònim o nom poètic de Friedrich von Hardenberg (1772-1801), un dels grans representants del romanticisme alemany. És famós per les seves poesies líriques i per la seva prosa, caracteritzades per un profund misticisme religiós. Autor d'una reduïda però bella obra poètica realitzada en els seus últims anys de vida i en record de la seva estimada. Ell va tenir una enorme influència en molts altres escriptors de la seva època.
Novalis nomenà a la seva concepció poètica «idealisme màgic». En aquesta es van fundar la poesia, la filosofia i les ciències naturals per formar una ciència peculiar, interpretació mística de l'univers. L'anomenat "Idealisme màgic" novalià es basa en l'analogia que existeix entre l'ànima individual i el cos humà, d'una banda, i la que es dona entre l'ànima de l'Univers i aquest. Per Novalis "de la mateixa manera que l'ànima de l'home governa el seu cos, l'ànima de l'Univers governa a aquest. Portem l'Univers dins de nosaltres, i el món té una capacitat originària per ser animat per mi, de manera que el projecte que tenim del món coincideix amb el qual tenim de nosaltres mateixos. La missió del poeta és imposar la idea, l'esperit sobre la matèria, convertir l'involuntari en voluntari, espiritualitzar el cosmos, moralitzar la Natura...".